# Вандалковская, Маргарита Георгиевна
Маргари́та Гео́ргиевна Вандалко́вская (род. 29 февраля 1932, г. Винница, УССР, СССР) — советский и российский историк, доктор исторических наук (1983), профессор. Главный научный сотрудник Института российской истории РАН (центр «Историческая наука России»). Заместитель председателя комиссии по истории исторической науки ИРИ РАН. Член Специализированного учёного совета ИРИ РАН и член Учёного совета РГГУ. Автор более 250 научных работ.

## Биография
В 1955 году окончила исторический факультет МГУ. С 1956 года работает в Институте истории Академии наук СССР (ныне — Институт российской истории РАН).
Кандидат исторических наук (1967, диссертация «М. К. Лемке — историк русского революционного движения»). Доктор исторических наук (1983, диссертация «История изучения русского революционного движения XIX века в исторической науке конца XIX — начала XX в. (1890—1917)»).
Читает спецкурсы по историографической проблематике на историческом факультете РГГУ.
1—6 октября 2000 года на кафедре современной отечественной истории и историографии Омского государственного университета имени Ф. М. Достоевского М. Г. Вандалковской был прочитан специальный курс лекций «Историческая наука эмиграции».
Муж — историк В. И. Буганов (1928—1996), сын — историк и этнограф А. В. Буганов (род. 1959).

## Научная деятельность
Основные труды посвящены истории России, истории общественной мысли, истории исторической науки, истории русского зарубежья. Участвует в ряде международных научных проектов.
Член редколлегии и соавтор многих изданий, в том числе:
- журнал «Российская история» (с 2018)
- Историографический вестник «История и историки» (с 1972 года);
- Культурное наследие российской эмиграции. 1917—1940. Кн. 1—2. М., 1994;
- Историки России XVIII—XX вв. (вып. 1—4). М., 1996;
- Историческая наука российской эмиграции 20-30-х гг. XX в. Хроника. М., 1998 (отв. ред.);
- Сатира и юмор русской эмиграции. М., 1998 (отв. ред.);
- Введение в отечественную историографию XX века. Омск, 2001 (отв. ред.);
- Струве П. Б. Дневник политика. М., 2004 (отв. ред. совм. с Н. А. Струве);
- Очерки истории отечественной исторической науки XX века. Омск, 2005;
- Т. Г. Масарик и «Русская акция чехословацкого правительства». М., 2005 (отв. ред.).

Лауреат Макарьевской премии (2011).

## Научные труды

### Монографии
- М. К. Лемке — историк русского революционного движения. М.: Наука, 1972.
- История изучения русского революционного движения середины XIX века. 1890—1917 гг. М.: Наука, 1982.
- П. Н. Милюков, А. А. Кизеветтер: История и политика / ИРИ РАН. М.: Наука, 1992. — 288 с. — 1300 экз. — ISBN 5-02-008641-X.
- Историческая наука российской эмиграции: «евразийский соблазн». М.: Памятники исторической мысли, 1997.
- Историческая мысль русской эмиграции 20-30-х гг. XX в. М., 2009.
- Прогнозы постбольшевистского устройства России в эмигрантской историографии (20—30-е гг. XX в.). М., 2015.

### Документальные публикации
- Дневник П. А. Валуева, министра внутренних дел. 1861—1864. Т. 1—2. М., 1961 (сост.).
- Дневник государственного секретаря А. А. Половцова. 1883—1886. Т. 1—2. М., 1966 (сост.).
- П. Н. Милюков. Воспоминания. Т. 1—2. М., 1990.
- А. А. Кизеветтер. На рубеже двух столетий. Воспоминания. 1881—1914. М., 1997.
- П. Н. Милюков. Очерки истории исторической науки. М., 2002.
- П. Б. Струве. Дневник политика. М., 2004.
- П. Н. Милюков: «русский европеец». Публицистика 20—30-х гг. XX в. М., 2012 (отв. ред., составитель).

### Статьи
- Допросы А. И. Герцена в следственных комиссиях 1834 г. как исторический источник // Археографический ежегодник. М., 1961.
- К вопросу о политике царизма в Польше накануне восстания 1863 г. // Вестник Московского университета. 1964. № 4.
- Историческая наука российской эмиграции в Европе в 20-20-е гг. (Основные центры, направления и проблемы) // Культурное наследие российской эмиграции. 1917—1940. Кн. 1. М., 1994.
- Революция и реформа в эмигрантской литературе // Реформа и реформаторство в России. М., 1996; Россия и современный мир. 1997. 1 (14).
- Он никогда не отделял науку от жизни: Павел Николаевич Милюков // Историки России XVIII — начала XX вв. / под ред. А. Н. Сахарова. М., 1996;
- «Вечный россиянин»: Александр Александрович Кизеветтер // Историки России XVIII — начала XX вв. М., 1996;
- О традициях дореволюционной науки // Россия в XX веке. Судьбы исторической науки / отв. ред. Г. Д. Алексеева. М., 1996;
- Высокое служение богине истории. К 100-летию со дня рождения академика М. В. Нечкиной // Вестник Российской академии наук. 2001. № 2;
- Индивидуальность в научном творчестве историка // Мир историка. XX век. М., 2002;
- Традиции русской общественной мысли в историко-философском наследии Н. А. Бердяева // История и историки. 2003. Историографический вестник. М., 2003;
- Русская эмиграция 20—30-х гг. XX в. в Европе // История человечества. Т. VIII. М., Юнеско, 2003;
- Проблемы социализма на страницах журнала «Современные записки» // История и историки. 2002. Историографический вестник. М., 2002;
- Прогнозы социалистического возрождения постбольшевистской России (по материалам журнала «Современные записки») // Вестник РГНФ. 2003;
- Либерально-консервативная мысль эмиграции о возрождении России // Проблемы методологии и источниковедения. Материалы научных чтений. М., 2005;
- Либерально-консервативная мысль эмиграции: сущность и особенности (20—30-е годы XX в.) // История и историки. 2004. Историографический вестник. М., 2005;
- Полемика по вопросам Белого движения в эмигрантской прессе // Связь веков. Исследования по источниковедению истории России до 1917 года. М., 2007.
- Кизеветтер, Александр Александрович : [арх. 21 октября 2022] / Вандалковская М. Г. // Канцелярия конфискации — Киргизы [Электронный ресурс]. — 2009. — С. 661. — (Большая российская энциклопедия : [в 35 т.] / гл. ред. Ю. С. Осипов ; 2004—2017, т. 13). — ISBN 978-5-85270-344-6.
- Россия в творчестве П. Б. Струве // Пётр Бернгардович Струве. Философия России первой половины XX в. М., 2012.
- Социализм в научном творчестве H. A. Бердяева // Вестник Липецкого гос. пед. ун-та. Вып. 1 (6). 2012.
- Заметное событие в отечественной историографии (О книге А. Ю. Полунова «К. П. Победоносцев в общественно-политической и духовной жизни России») // Российская история. 2013. № 2.
- Политическое и научное единомыслие первого президента Чехословакии Т. Г. Масарика и лидера российского либерализма П. Н. Милюкова // История и историки. 2009—2010. Историографический вестник. М., 2012.
- Речь П. Н. Милюкова «М. В. Ломоносов (личность и историческая роль)» // История и историки. 2009—2010. Историографический вестник. М., 2012 (в соавт.).
- Отечественная война 1812 г. в научной мысли и литературе XIX — нач. XX вв. // Историческая память русского народа об Отечественной войне 1812 года. Москва-Тула, 2012.
- Либеральный консерватизм П. Б. Струве и С. Л. Франка: общее и особенное // 1922 год в судьбах России и Европейского Севера: финал, итоги, последствия Гражданской войны в России. Сб. материалов международной научной конференции. Архангельск: ИПЦ САФУ, 2012.
- Г. П. Федотов и его прогнозы построения постболыневстской России // Историк и художник. Сборник памяти Сергея Сергеевича Секиринского. М.: ИРИ РАН, 2013.
- Публ. A.A. Кизеветтер. Воспоминания // История и историки: историографический вестник. 2011—2012. М., 2013.
- Б. А. Бахметев о возрождении России // Проблемы историографии, источниковедения и методов исторического исследования. М., 2013.

### Публикации в зарубежных изданиях
- Solovyev S.M. // Great Historians of the Modern Age. An international dictionary. London, 1971;
- Nechkina M.V. // Ibid.
- О научном совете по проблеме «История исторической науки» // La Science historique dans les pays socialistes questions d’historiographie. Paris, 1980;
- М. В. Нечкина — историк исторической науки // Storia della Storiografia. Milan, 1986;
- Miljukovské dny v Praze // Slovanský přehled. Прага. 1993. № 1.
- Из истории российской эмиграции в Чехословакии. А. А. Кизеветтер // Rossica. Научные исследования по русистике, украинистике, белорусистике. Прага, 1996. № 1;
- Полемика вокруг евразийства // Rossica. Научные исследования по русистике, украинистике, белорусистике. Прага, 1998—1999. № 1;
- Aleksandr Aleksandrovih Kizevetter // Russian Studies in History. Russian Historians Reclaim Their Herritage. M.E.Sharp. 1998. Quest Editor: Thomas Sanders;
- Aleksandr Aleksandrovih Kizevetter // Historiography of Imperial Russia. The Profession and Writing of History in a Multinational State. Edited by Thomas Sanders. M.E.Sharp. Armonk, New York. London, England, 1999;
- Русская эмигрантская историческая наука в Чехословакии // Duchovni Proudy ruské a ukrajinské emigrace v Československé republice. 1919—1939. Praga, 1999.